# Chrysopogon copei
Chrysopogon copei är en gräsart som beskrevs av N.Mohanan och N. Ravi. Chrysopogon copei ingår i släktet Chrysopogon och familjen gräs. Inga underarter finns listade i Catalogue of Life.